# 胡洛 (萊內縣)

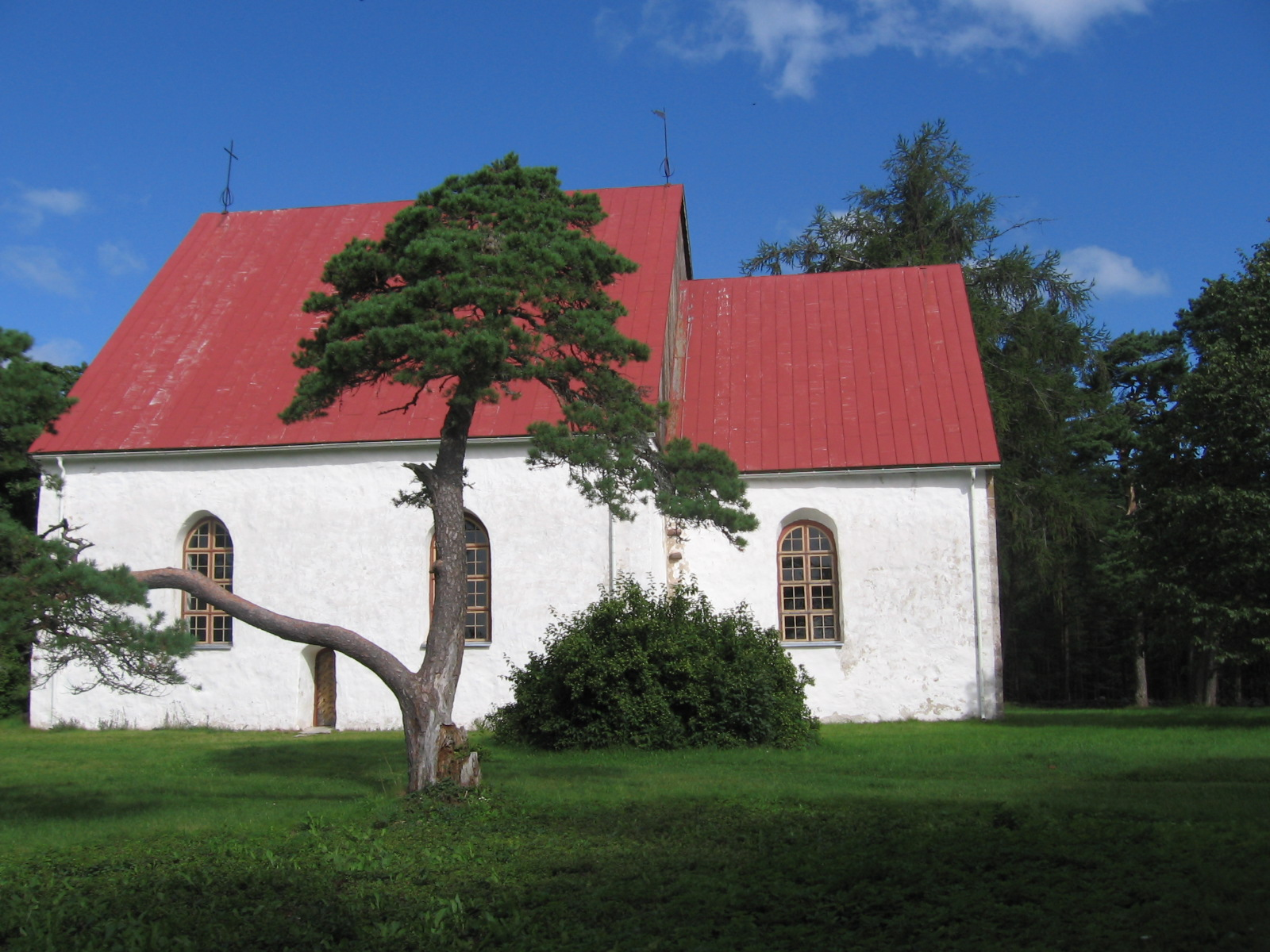
沃尔姆西教堂

胡洛，是愛沙尼亞萊內縣沃爾姆西市镇内的村庄及其行政中心，位于爱沙尼亚第四大岛沃爾姆西島上。2010年該村的人口约为245人。岛上自13世纪以来就有人居住。在岛屿历史上的大部分时期居民为爱沙尼亚瑞典族（爱沙尼亚语里称为“沿海瑞典人”），二战之前人数多达三千人。二战期间，几乎所有的包括胡洛村的沃爾姆西居民都撤退至瑞典。